# Type 093
Het Type 093 of Type 09III (NAVO-codenaam: Shangklasse) is een klasse aanvalskernonderzeeërs van de Chinese marine. Het is na het Type 091 China's tweede klasse van dit type, en gelijkaardig in constructie aan het Type 094. Het eerste exemplaar werd tussen 1994 en 2002 gebouwd en in 2007 in dienst genomen. In 2013 waren twee onderzeeërs in dienst, van de zes tot acht die gepland zijn. Ze zijn gestationeerd bij de onderzeebootbasis nabij Huludao van de Zeevloot-Noord. Het verbeterde Type 095 zou in 2015 in dienst worden genomen.
De ontwikkeling van het type 093 begon begin jaren 1980, maar men stootte op grote technische problemen met onder meer de drukwaterreactor en de wapensystemen en het programma werd stilgelegd. In de jaren 1990 kreeg China hulp van het Ontwerpbureau Rubin – de voornaamste ontwerper in de Sovjet-Unie van onderzeeboten – bij de ontwikkeling van haar kernonderzeeërs. Met hun hulp werd een onderzeeboot ontworpen die qua prestaties te vergelijken zou zijn met de Russische Victor 3-klasse uit de jaren 1970.